# Caridade
Caridade là một đô thị thuộc bang Ceará, Brasil. Đô thị này có diện tích 846,373 km², dân số năm 2007 là 17071 người, mật độ 20,17 người/km².